# 17166 Secombe
17166 Secombe è un asteroide della fascia principale. Scoperto nel 1999, presenta un'orbita caratterizzata da un semiasse maggiore pari a 3,0900935 au e da un'eccentricità di 0,0750025, inclinata di 4,65625° rispetto all'eclittica.
L'asteroide è dedicato al comico gallese Harry Secombe.